# Toeslagzegel
Een toeslagzegel is een postzegel met een toeslag voor een goed doel.

## Geschiedenis
Postzegels worden vooral sinds 1920 ook ingezet om mensen te bewegen “goede doelen” financieel te steunen en aandacht te vragen voor ‘minderbedeelden’. Dit gebeurt in ongeveer 20 landen, dus vanzelfsprekend is het niet. In Nederland was er eerst veel weerstand om via “weldadigheidszegels” geld in te zamelen voor uiteenlopende zaken. Toch was in de eerste 125 jaar de helft van alle zegels een toeslagzegel. Soms werd elders een toeslagzegel verplicht gesteld voor post, bijvoorbeeld rond Kerstmis (Joegoslavië, 1949).
Rusland gaf als eerste Europese land in 1905 weldadigheidszegels uit. De opbrengst ging naar wezen van de militairen die in de Russisch-Japanse oorlog gesneuveld waren. De wereldprimeur had Australië, het toenmalige Britse New South Wales. In 1897 werd het zestigjarig jubileum van Koningin Victoria met twee zegels herdacht. Met een tienvoudige toeslag zamelde men geld in voor een nieuw ziekenhuis.

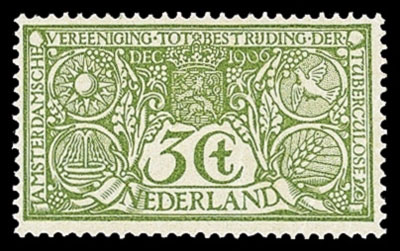
Nederlandse Tuberculosezegel 3ct + 3ct (1906)

Nederland was het tweede Europese land dat begon met toeslagzegels. De tuberculosezegels uit 1906 waren de eerste, mede op verzoek van Koningin Emma. Tuberculose was volksziekte nummer één. De Raad van State was tegen vanwege de precedentwerking. Ook in de Tweede Kamer vond men dat men beter rechtstreeks geld kon overmaken naar het goede doel dan via deze omslachtige omweg. Deze zegels waren twee weken verkrijgbaar en uitsluitend in Amsterdam. De ontwerper, Antoon Derkinderen, deed zijn werk gratis. In hetzelfde jaar, 1906, gaf Roemenië vier series van elk vier toeslagzegels uit, hetgeen door verzamelaars sterk werd afgewezen. Door deze reacties stopten de meeste landen met het uitgeven van deze zegels. In Nederland kwam de volgende toeslagzegel pas in 1923 weer uit.
In het boek 200 jaar post gaat dr. G.J. Hogesteeger in op de weerstand tegen de tbc-toeslagzegels: toen doordrong dat de bijzondere zegel ter gelegenheid van de tachtigste verjaardag van keizer Franz Josef van de Oostenrijks-Hongaarse dubbelmonarchie in 1910 bijna 1 miljoen gulden voor de post had opgeleverd, werd in 1913 in Nederland voorgesteld om alle zegels een bijzonder kenmerk te geven. Architect De Bazel werd gevraagd om een jubileumzegel te ontwerpen ter gelegenheid van 100 jaar onafhankelijkheid. Een mooi ontwerp zou verzamelaars immers aanspreken.
In België verschenen de eerste toeslagzegels ten bate van het Rode Kruis in 1918. Dit waren zegels van een eerdere emissie met een opdruk van de toeslag. In 1920 verschenen de eerste Belgische zegels met de toeslag opgenomen in het zegelbeeld. Er zijn een aantal toeslagzegels uitgegeven ten bate van de wederbouw van de abdij van Orval.
De eerste Rode Kruis-toeslagzegels van Nederland (1927) laten onder andere het portret zien van Koning Willem III (medeoprichter van het Rode Kruis) en prins Hendrik (toen voorzitter Rode Kruis). Ook hier was dus sprake van steun uit het koninklijke huis. Het werk van het Rode Kruis wordt regelmatig door vele landen via zegels gesteund.
In 1976 en 1977 verschenen toeslagzegels ter gelegenheid van de internationale tentoonstelling Amphilex 77. In 1976 verschenen vijf zegels, drie van 55 cent, met een toeslag van 55 cent, en twee van 75 cent, met een toeslag van 75 cent. In 1977 verschenen vier zegels van 55 cent, met een toeslag van 45 cent. Bovendien verscheen in 1977 een velletje met twee zegels van 55 cent met 45 cent toeslag. Alle zegels en het velletje waren ontworpen door Wim Crouwel.

## Kinderpostzegels
Stichting Kinderpostzegels Nederland is een kinderhulporganisatie met als motto: 'voor kinderen door kinderen'. Vanaf 1924 zijn in Nederland jaarlijks kinderzegels uitgegeven. Het doel werd duidelijk aangegeven, en er werd propaganda voor gemaakt. In 1924 was de opbrengst fl 56.000 (= 350.000 euro in 2005, zie ). In 1972 was dit fl 6.000.000 (= 8.700.000 euro in 2005).
Kinderen van de basisschool van groep 7 en groep 8 verkopen jaarlijks de kinderpostzegels. De actie heeft ieder jaar een ander thema. De kinderpostzegel is ietsje duurder dan een gewone postzegel. Het extra betaalde geld gaat naar een goed doel voor kinderen. Als er 44 + 15 (cent) op de postzegel staat, betaalt men 15 cent extra voor het goede doel.